# 핫타우시역
핫타우시역(일본어: 初田牛駅)은 일본 홋카이도 네무로시에 있는 홋카이도 여객철도 네무로 본선의 역이다. 단선 승강장 1면 1선 구조를 지닌 지상역이다.

## 역 주변
- 후렌호
- 네무로 풋패스

## 역사
- 1920년 11월 10일 : 개업.
- 1987년 4월 1일 : 민영화에 따라, 홋카이도 여객철도로 이관.
- 2019년 3월 16일 : 시간표 개정으로 폐지

## 인접 정차역
| 홋카이도 여객철도 네무로 본선 | 홋카이도 여객철도 네무로 본선 | 홋카이도 여객철도 네무로 본선 |
| ----------------------------- | ----------------------------- | ----------------------------- |
| 앗토코 구시로 방면            | 네무로 본선                   | 벳토가 네무로 방면            |